# Kilian Stark
Kilian Stark (* 1986 in Wien) ist ein österreichischer Politiker der Grünen. Seit dem 24. November 2020 ist er Abgeordneter zum Wiener Landtag und Mitglied des Wiener Gemeinderates.

## Leben
Kilian Stark begann 2005 ein Studium der Lebensmittel- und Biotechnologie an der Universität für Bodenkultur Wien (BOKU), außerdem studierte er Rechtswissenschaften an der Universität Wien. Während des Studiums engagierte er sich von 2009 bis 2013 in der Österreichischen Hochschülerinnen- und Hochschülerschaft (ÖH). Seit 2009 ist er als Skilehrer und seit 2013 als selbstständiger Trainer in der Erwachsenenbildung tätig. Von 2013 bis 2016 arbeitete er als Projektkoordinator an der Universität für angewandte Kunst Wien.
Von 2015 bis November 2020 war er als Bezirksrat Mitglied der Bezirksvertretung im Wiener Gemeindebezirk Penzing, wo er ab Dezember 2016 als Nachfolger von Roland Kariger auch als Klubobmann fungierte. Ab 2019 war er unter Vizebürgermeisterin und Stadträtin Birgit Hebein Referent in der Geschäftsgruppe für Stadtentwicklung, Verkehr, Klimaschutz, Energieplanung und Bürger*innenbeteiligung.
Im Februar 2020 wurde er auf der Landesversammlung der Grünen Wien auf den 19. Listenplatz der Landesliste für die Landtags- und Gemeinderatswahl in Wien 2020 gewählt, bei der die Grünen sechzehn Mandate erreichten. Nachdem mit Peter Kraus und Judith Pühringer zwei vor ihm platzierte Grüne nicht amtsführenden Stadträte wurden und Birgit Hebein auf ihr Mandat verzichtete, rückte er in den Landtag nach. Am 24. November 2020 wurde er in der konstituierenden Sitzung der 21. Wahlperiode als Abgeordneter zum Wiener Landtag und Mitglied des Wiener Gemeinderates angelobt, wo er Mitglied im Gemeinderatsausschuss für Innovation, Stadtplanung und Mobilität wurde.
Für die Landtags- und Gemeinderatswahl 2025 gelangte er auf Platz zehn.